# Coliforme fecal
Coliformes fecais, atualmente chamado de coliformes termotolerantes, são bactérias que estão presentes em grandes quantidades no intestino do homem e animais de sangue quente.
Os coliformes fecais (termotolerantes) podem contaminar a água através das fezes que chegam até a água por meio de despejo do esgoto que não foi adequadamente tratado.
As bactérias coliformes fecais reproduzem-se ativamente à temperatura de 44,5 °C, temperatura suficiente que lhes permite também fermentar o açúcar e a lactose, com produção de ácidos e gases.
São muitas vezes usadas como indicadores da qualidade sanitária da água, e não representam por si só um perigo para a saúde, servindo antes como indicadores da presença de outros organismos causadores de problemas para a saúde.
Os coliformes fecais (termotolerantes) inclui três gêneros, Escherichia, Enterobacter e Klebsiella, sendo as cepas de Enterobacter e Klebsiella de origem não fecal. A E. coli tem seu habitat no trato gastrointestinal sendo indicadora de contaminação fecal. Pode desintegrar com um tipo de formol. Pode desaparecer com ranger, sua principal função é fazer com que as pessoas fiquem com o intestino regularizado.
Segundo uma portaria do Ministério da Saúde brasileiro, portaria n° 2914 de 12 de dezembro de 2011, as águas destinadas ao consumo humano devem apresentar ausência de coliformes termotolerantes em uma amostra de 100 mL.